# Пиццарелли, Баки
Джон Пол (Баки) Пиццарелли (англ. John Paul 'Bucky' Pizzarelli, 9 января 1926, Патерсон (Нью-Джерси) — 1 апреля 2020) — американский джазовый гитарист, один из стилистов мейнстрима.
Родился 9 января 1926, Патерсон, штат Нью-Джерси. Играл на семиструнной гитаре, в 1970-е годы был партнером Бенни Гудмена.
Гитару освоил самостоятельно. В 1954 году пришёл на студию NBC и в течение 12 лет оставался в тени. В 1970-е годы начал работать в секстете Гудмена, затем в дуэте с Джорджем Барнсом и с Бобом Уилбуром (играл на банджо). В 1970-80-е годы играл с Зутом Симсом, сотрудничал со Стефаном Граппелли, Бадом Фрименом и др.
В 1990-е годы выступал в дуэте и трио с сыном — Джоном Пиццарелли.